# Марьяновка (Великобагачанский район)
Марьяновка (укр. Мар'янівка, до 2016 г. — Чапаевка) — село,
Радивоновский сельский совет,
Великобагачанский район,
Полтавская область,
Украина.
Код КОАТУУ — 5320284305. Население по переписи 2001 года составляло 343 человека.

## Географическое положение
Село Марьяновка находится на расстоянии в 1,5 км от села Радивоновка.
По селу протекает пересыхающий ручей с запрудой.
Рядом проходит автомобильная дорога М-03.

## История
- 1931 — дата основания как село Марьяновка.
- 1958 — переименовано в село Чапаевка.
- 2016 — возвращено название Марьяновка[3].

## Экономика
- Молочно-товарная и птице-товарная фермы.

## Объекты социальной сферы
- Школа І ст.